# Intamin AG
Az Intamin AG egy tervező és gyártó cég, melynek székhelye Wollerau (Svájc). A cég legelismertebb tevékenysége a hullámvasutak, óriáskerekek és egyéb vidámparki járművek, eszközök gyártása. A társaságnak van egy amerikai részlege Glen Burnie-ben (Maryland), vezetője Sandor Kernacs, magyar származású mérnök. A cég évente átlagosan 5-7 hullámvasutat gyárt le svájci és marylandi részlegeiben. AZ 1990-es években a tevékenységi körnek 25-30%-át, napjainkban már a 70%-át teszi ki a vidámparki eszközök gyártása. A társaság 2005-ben gyártotta le ötszázadik hullámvasútját.
Az Intamin első hullámvasútja az 1979-ben épített Jr. Gemini az ohiói Cedar Point vidámparkban. A társaság készítette el a rafting első vidámparki változatát (river rapid ride), és az első szabadesést szimuláló hullámvasutat.

## Termékek, technológiák
Az Intamin újításairól és kreatív vidámparki eszközeiről híres. Kb 10 évvel ezelőtt alkottak meg egy mágneses fékező rendszert. Az elsők között hozták létre és alkalmazták hullámvasutaknál a mágneses meghajtó rendszert, illetve az a hidraulikus kilövő rendszert, melyek néhány másodperc alatt érnek el nulláról akár 200 km/h sebességet. A spanyolországi Salou-ban található PortAventura vidámpark Furious Baco nevű, kilövő rendszerrel működő hullámvasút volt a legutóbbi vívmányuk, mely Európa leggyorsabb hullámvasútja.  A kocsik 3,5 másodperc alatt érik el nulláról a 135 km/h sebességet.
Szintén az Intamin AG vívmánya a „mega” és „giga” hullámvasutak, vagyis a 60-100 méter körüli magasságot elérő hullámvasutak. Ezek közül is a legnagyobb a 122 méteres Strata Coaster, melyből jelenleg kettő működő szerkezet létezik, a Top Thrill Dragster a Cedar Point vidámparkban Ohióban, és a Kingda Ka a Six Flags Great Adventure parkban New Jerseyben. Az Intamin mega és giga hullámvasútjai közül kettő birtokolja a vidámparki eszközök részére kiosztott Golden Ticket-díj első két helyét 2008-ban és 2009-ben. Ezek a Millennium Force Cedar Pointban és a Bizarro (korábbi nevén Superman: Ride of Steel) a új-angliai Six Flags vidámparkban.
Az Intamin számos további fejlesztés gazdája, melyeket napjaink vidámparkjaiban használnak. Óriáskerekeket, függőleges irányban forgó hullámvasutakat, kilátó tornyokat, illetve kisvasutakat is gyártanak, melyeket a szórakoztató ipar mellett a közlekedésben is felhasználnak.

## Galéria

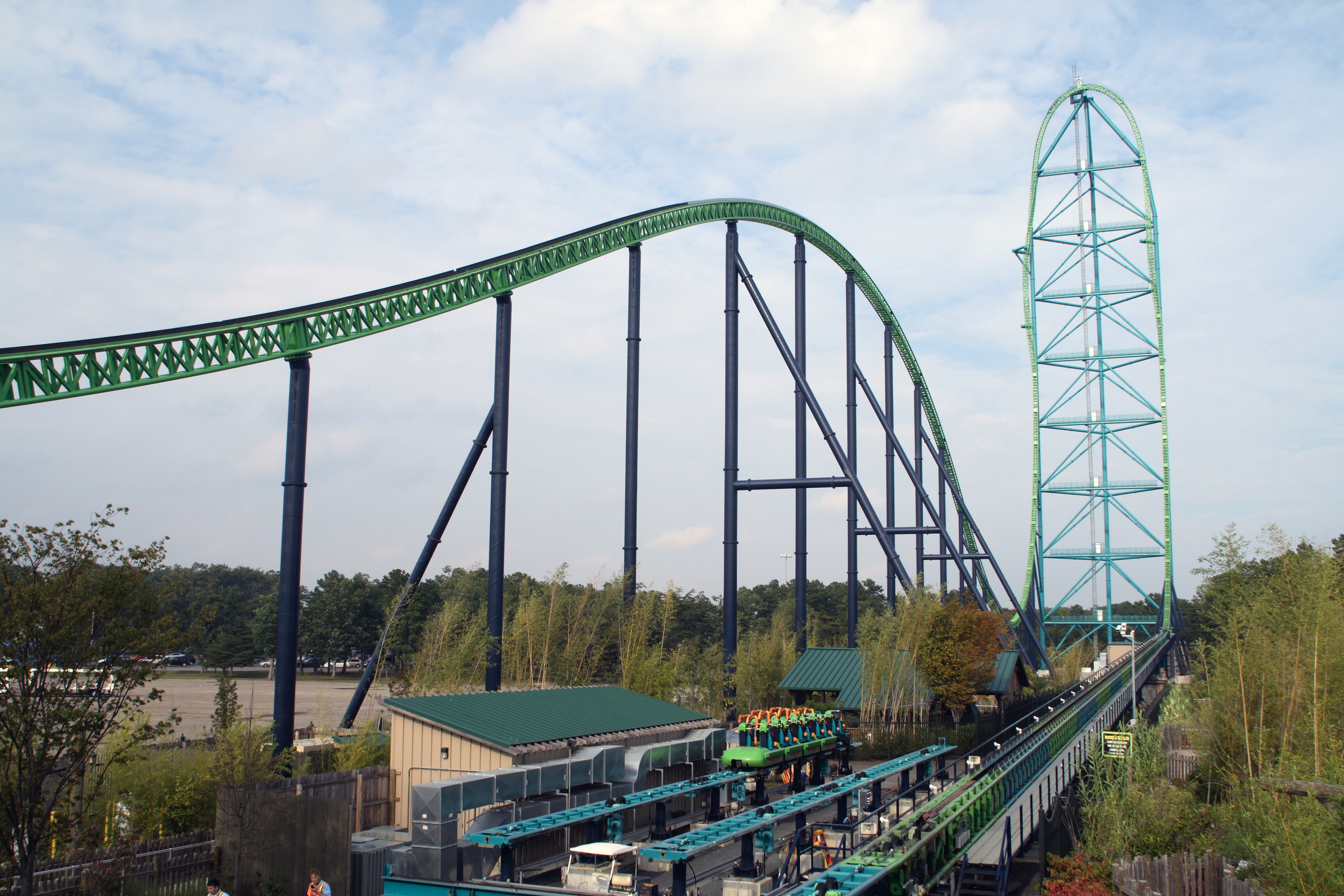
Kingda Ka (Six Flags Great Adventure park, New Jersey, USA)
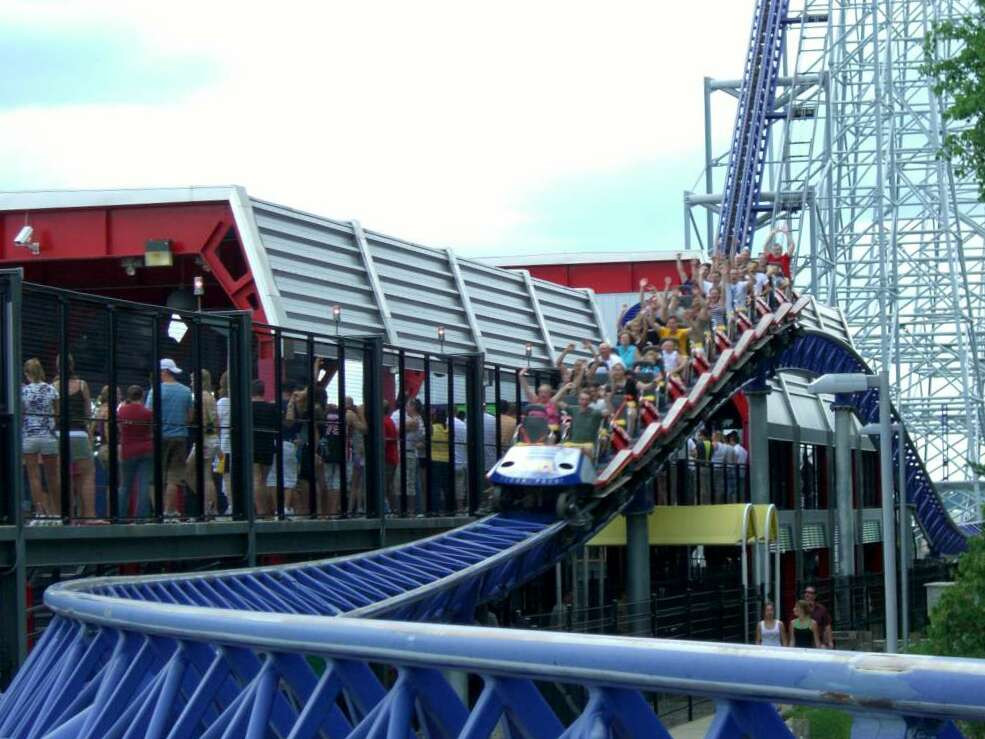
Millennium Force (Cedar Point, Ohio, USA)
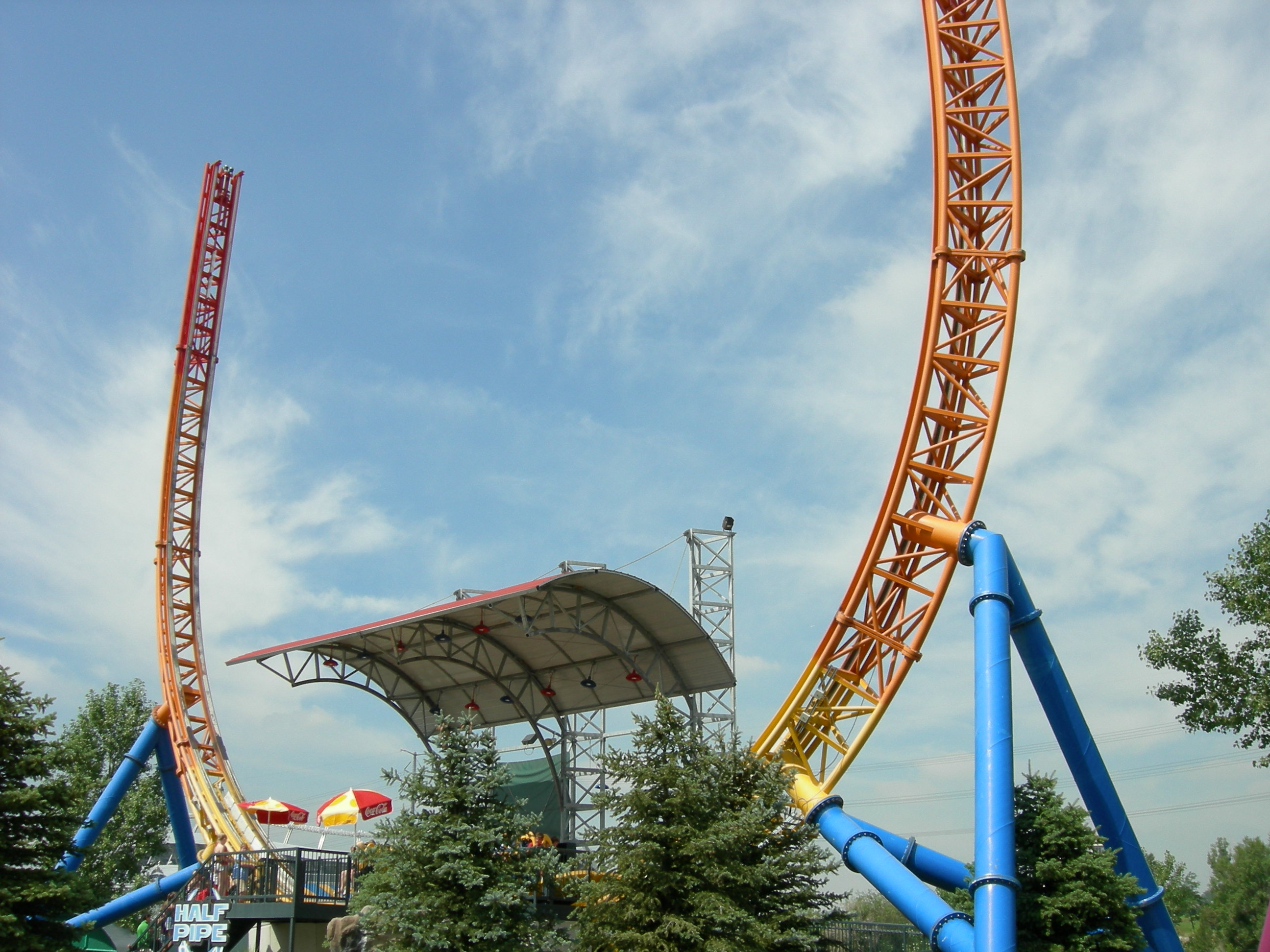
Half Pipe (Elitch Gardens Park, Denver, USA)
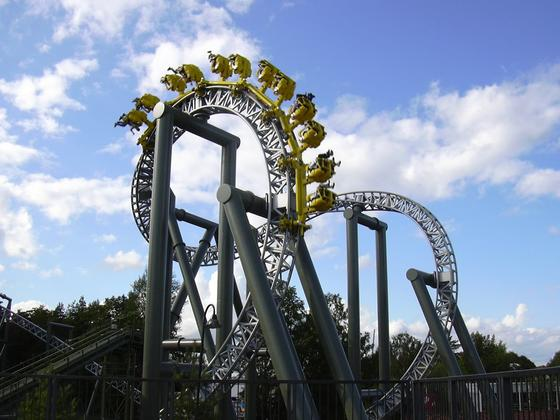
Tornado (Särkänniemi Park, Tampere, Finnország)
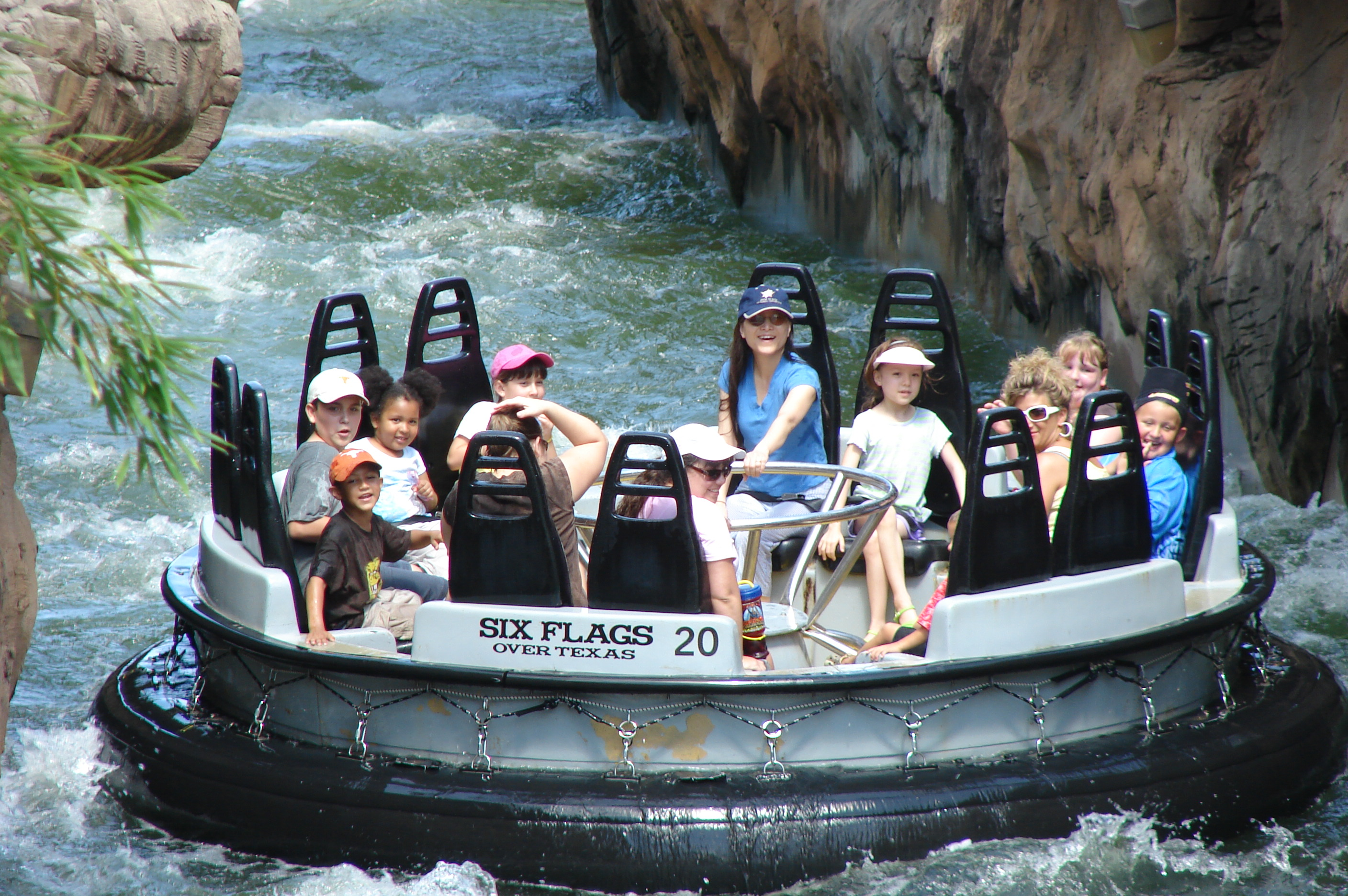
Roaring Rapid Ride (Six Flags Over Texas, Texas, USA)
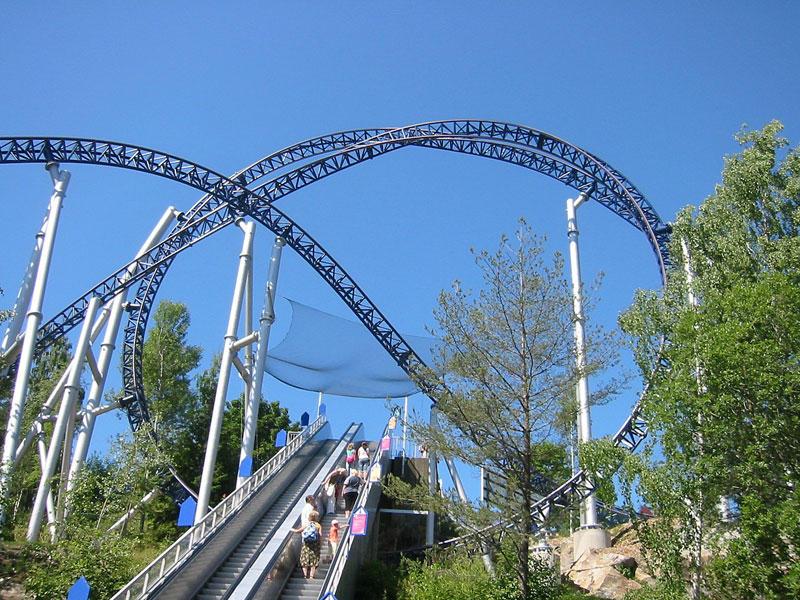
Speedmonster (TusenFryd, Vinterbro, Norvégia)
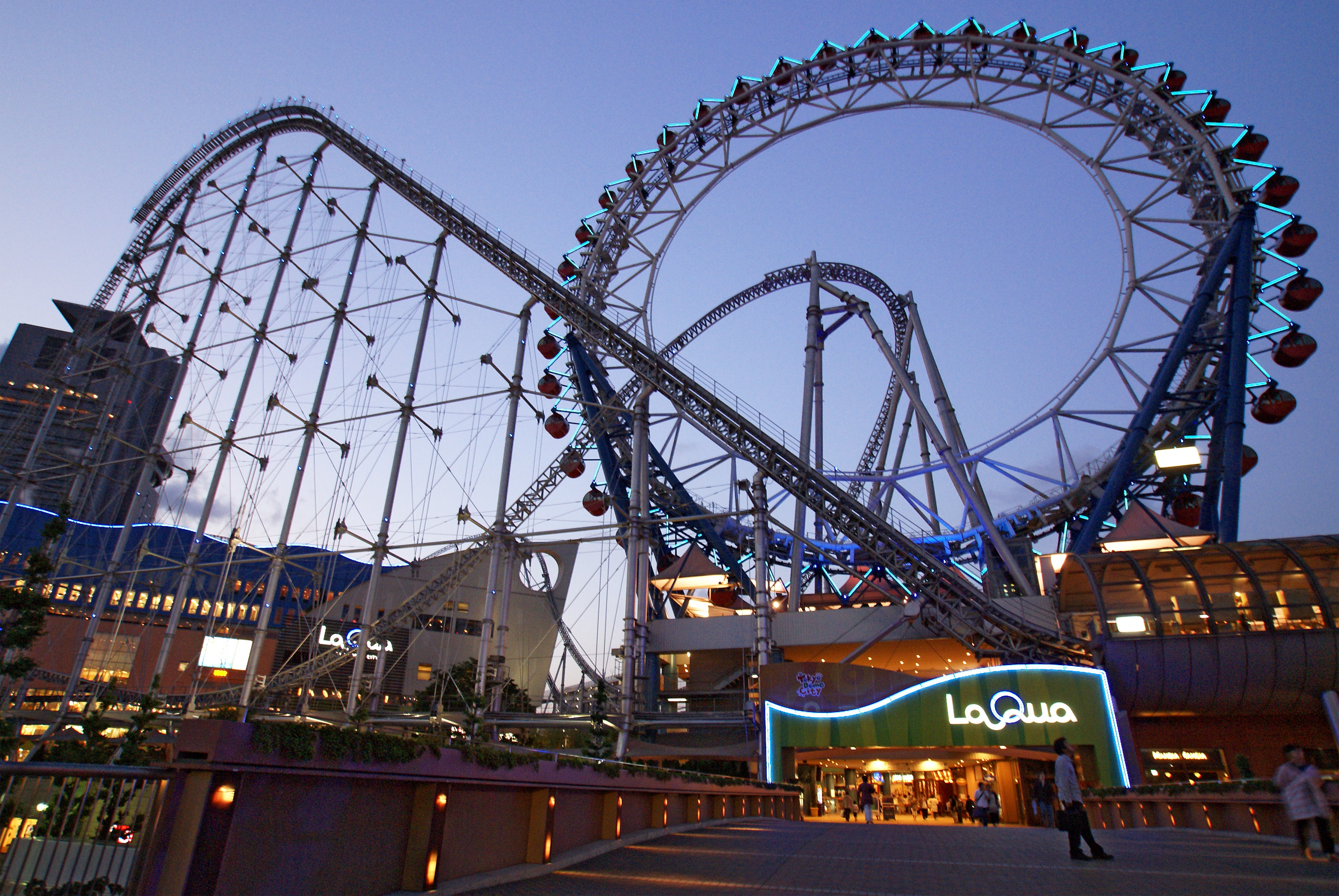
Thunder Dolphin (Tokyo Dome City, Tokió, Japán)
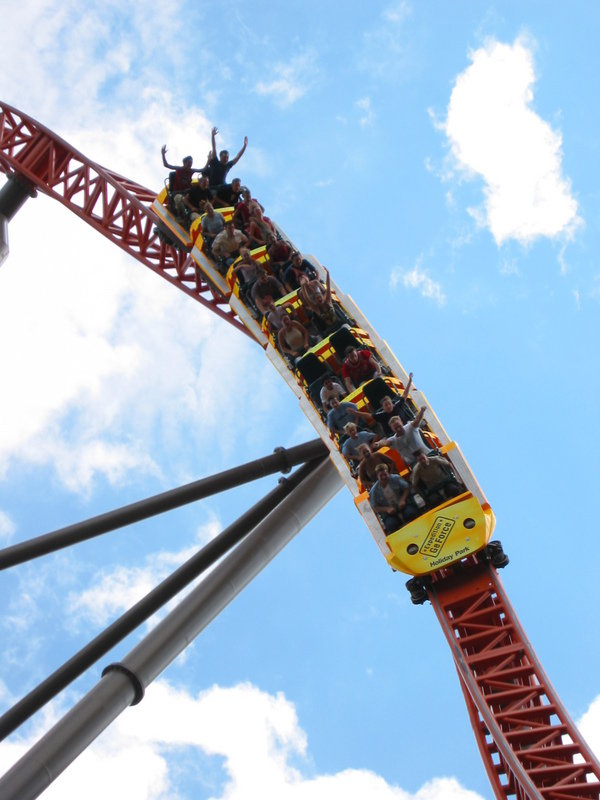
Expedition GeForce (Holiday Park Hassloch, Németország)